# Roman de Renart
Le Roman de Renart ("Romanzo di Renart") è una raccolta di racconti medievali in lingua francese del XII e XIII secolo, nei quali degli animali agiscono al posto degli esseri umani, interpretando il topos letterario del "mondo alla rovescia".

## Tema

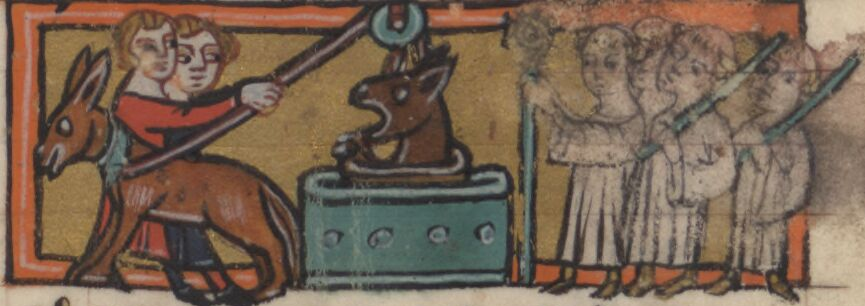
Il Roman de Renart in una miniatura francese del Medioevo.

Si tratta di favole satiriche, tra i primi esempi di letteratura borghese medievale insieme ai fabliaux, brevi racconti indipendenti, scritti talvolta in prosa, ma il più delle volte in versi ottosillabici in lingua d'oïl, ossia antico francese. La loro natura anonima e aperta ha favorito lo sviluppo di rami diversi, redatti nel corso dei secoli da autori diversi: il protagonista rimane comunque Renart la volpe, affiancato dal lupo Ysengrin e dal re-leone, e volta a volta da numerosi altri personaggi e animali. In totale il romanzo conta 30 000 versi in rima baciata.

## Testi

### Origine
I testi, come sono stati conservati fino a oggi, derivano da una lunga tradizione di racconti latini con animali protagonisti, come l'Ysengrimus o altre fiabe esopiche che nel Medioevo venivano raggruppate in raccolte denominate Isopet. L'origine di questi racconti può essere rintracciata nelle favole popolari o in fonti più dotte di autori greco-latini (come Esopo appunto), oppure in scritti alto-medievali, come la Disciplina clericalis, raccolta di exempla (racconti moraleggianti) d'origine orientale composta in latino nel 1110 circa dal sefardita Pietro Alfonso, che getta le basi di fabliau poi molto diffusi in tutta Europa e nella quale possiamo riconoscere una prima elaborazione del quarto ramo del Roman de Renart (il "Renart e Ysengrin nel pozzo"); l'Ysengrimus, composto dal chierico fiammingo Nivardo di Gand nel 1148-1149 in 6500 versi in distici latini, nel quale si trova per la prima volta il personaggio di Reinardus; i lai di Maria di Francia del 1152.
Si noti che il Roman de Renart non è propriamente un romanzo, ma un insieme eterogeneo di racconti di diversa lunghezza, chiamati "rami" (canti) fin dal Medioevo: se ne contano 25-27 dai 300 ai 3000 versi, raggruppati in raccolte a partire dal XIII secolo. Il primo ramo, il più antico (circa 1170), è attribuito a Pierre de Saint-Cloud.
Non si può dire che esista un testo originale completo in francese, ma ne possediamo diversi manoscritti e diverse continuazioni e adattamenti, come la prima traduzione tedesca del 1170 da parte di un troviero chiamato Enrico il Glichezare ("Enrico l'Ipocrita"), che scrisse in Alsazia un Reinhart Fuchs proclamandolo autobiografico. Intorno al 1250 poi si trova un Reinaert de Vos in fiammingo composto in due parti da due autori diversi, dei quali il primo, il troviero Willem, era un poeta abbastanza talentuoso, che però dopo pochi anni morì.

### Autori
Il primo degli autori a noi noti è Pierre de Saint-Cloud, che compose forse verso la metà del XII secolo i primi rami del ciclo con le avventure di Renart insieme a Hersent e Ysengrin che poi tutti gli autori successivi ripresero.
Un altro autore chiaramente identificato è Richard de Lison.

### Rami
I rami variano a seconda delle edizioni; s'identificano tuttavia:
- ramo I, Si conme Renart manja le poisson aus charretiers - Jugement de Renart - Siège de Malpertuis - Renart Teinturier ("Come Renart mangiò il pesce dei carrettieri - Il giudizio di Renart - L'assedio di Malpertuis - Renart Tinturaio");
- ramo II, Les enfaces Renart ("L'infanzia di Renart");
- ramo III, Si conme Renart fist Ysangrin moine ("Come Renart fece monaco Ysengrin");
- rami IV-VI, Le Puits - Chanteclerc - La Mésange - Tibert - Les deux prêtres, les Béliers, la Femme du vilain ("Il pozzo - Chanteclerc - La cincia - Tibert - I due preti, gli arieti e la moglie del villano");
- rami VII-IX, Renart et le corbeau - le Viol d'Hersent - L'escondit - le Duel de Renart et d'Isangrin - Le Pèlerinage de Renart ("Renart e il corvo - Lo stupro di Hersent - Il rifiuto - Il duello di Renart e Ysengrin - il pellegrinaggio di Renart");
- rami X-XI, Liétard - Renart et la mort de Brun - Les Vêpres de Tibert ("Liétard - Renart e la morte di Brun - I vesperi di Tibert");
- rami XII-XVII, Les Poissons dérobés - Moniage d'Isengrin et la pêche au seau - le Labourage en commun et la collaboration de Renart à l'œuvre du Roi Connin - La Confession de Renart - Isengrin et le prêtre Martin - Isengrin et la Jument - Le Bacon enlevé ("I pesci rubati - La monacazione di Ysengrin e la pesca col secchio - L'aratura comune e la collaborazione di Renart all'opera di re Connin - La confessione di Renart - Ysengrin e il prete Martin - Ysengrin e la giumenta - La pancetta rubata");
- rami XVIII-XIX, La Mort de Renart - Le Partage du lion - Renart médecin ("La morte di Renart - La spartizione del leone - Renart medico");
- ramo XX, Renart empereur ("Renart imperatore");
- rami XXI-XXIV, La naissance de Renart ("La nascita di Renart", seconda versione).

## Personaggi

### Origine dei nomi
Renard (o Renart) deriva da un nome proprio di origine germanica, Raginhard (ragin = consiglio, hard = duro): al giorno d'oggi in Germania Reinhart è d'altronde un nome proprio abbastanza diffuso. Nel Medioevo esso è solo il nome proprio del protagonista del romanzo, dal momento che in francese antico la volpe viene detta goupil: il nome è poi passato in francese moderno a designare l'animale per antonomasia. In un poema di Nivard del 1148 si ritrovano alcuni degli animali del Roman de Renart con lo stesso nome, ormai fissato nella tradizione, come Reinardus la volpe, Balduinus l'asino o Bruno l'orso. Si rinvengono pure nella traduzione tedesca del Glichezâre: Reinhart per Renart, Dieprecht per Tibert, Diezelin per Tiécelin; è notevole come questi nomi, di origine germanica, siano stati latinizzati per passare in francese, riadattati in senso tedesco e infine ri-francesizzati (a esempio il merovingico - quindi germanico - Reinhardt diventa Reynard o Reynart, ripreso tale e quale in tedesco, poi latinizzato in Reinardus da cui Renardus per diventare finalmente Renard o Renart...).
Ysengrin il lupo, invece, deriva dal fiammingo Ysen-grin, che significa "feroce come il ferro" o più concretamente "casco di ferro".

### Personaggi principali
I protagonisti sono:
- Renart la volpe, che vive a Malpertuis ("Malpertugio"), è sposato con Hermeline da cui ha all'inizio due figli, Percehaie e Malbranche; un terzo nascerà più tardi e sarà chiamato Renardel;
- Ysengrin il lupo, sposato a Dama Hersent, nemici giurati di Renart.

Altri personaggi riconducibili al ciclo leggendario di Renart, anche fuori dell'originale antico francese:
- Noble il leone;
- Fière la leonessa;
- Beaucent il cinghiale;
- Belin (o Bellyn) l'ariete;
- Baudoin (o Bokart) l'asino;
- Brun (o Bruno o Bruin) l'orso;
- Chantecler il gallo;
- Couard la lepre;
- Eme la scimmia, sposato a Dama Rukenawe, zia di Renart, da cui ha due figli: Bytelouse e Fulerompe;
- Grimbert il tasso, cugino e difensore di Renart;
- Tibert il gatto;
- Tiécelin il corvo;
- Cado l'anatra;
- Brichemer il cervo, siniscalco;
- Bernard l'asino;
- Corbant la cornacchia;
- Coupée la gallina;
- Drouin il passero;
- Hubert il nibbio;
- Firapel il leopardo;
- Jacquet lo scoiattolo;
- Mésange la cincia;
- Musart il cammello, ambasciatore del Papa;
- Roonel il cane;
- Tardif la lumaca;
- Rohart il corvo.

## Fortuna nella tradizione letteraria
Il Roman de Renart ha avuto notevole successo nella letteratura francese e tedesca del basso Medioevo: in epoca moderna è stato ripreso nel Reineke Fuchs di Goethe.
- Dal Roman de Renart, attraverso la versione tedesca di Johann Wolfgang von Goethe, è stato tratto nel 1937 un lungometraggio animato intitolato Una volpe a corte.
- Walt Disney aveva intenzione di produrre una pellicola animata basata su questa opera (già dal 1962), anche se considerava il protagonista, Renart, poco eroico per trarne un vero e proprio film: dopo la sua morte, il progetto rimase comunque in cantiere fino a che gli animatori non svilupparono un lungometraggio d'animazione basato sulla leggendaria figura anglosassone Robin Hood (1973), nel quale decisero di sviluppare i personaggi in una sorta di animali antropomorfi, seguendo l'idea iniziale del piano figurativo.